# 1900 à Paris
 Chronologie de l'histoire de Paris
- 1896
- 1897
- 1898
- 1899
- 1900
- 1901
- 1902
- 1903
- 1904

Cette page concerne l'année 1900 du calendrier grégorien.

## Chronologie

### Janvier 1900
- 5 janvier : première à l'Époque, à Paris, de la revue de music-hall Mil neuf cent ! Tout le monde descend ! de Bernard Lebreton[1].
- 18 janvier : premier concert donné dans une église en dehors des offices à l'église Saint-Eustache. Malgré le programme, le Messie de Haendel, l'archevêque de Paris s'inquiète de voir un lieu de culte transformé en salle de spectacle, tandis que les socialistes redoutent que ce ne soit l'occasion d'une propagande cléricale[2].
- 21 janvier : l'artiste transformiste italien Leopoldo Fregoli fait ses débuts en France au café-concert Le Trianon, à Paris. Dans la nuit du 17 au 18 février, la salle est détruite par un incendie. Le spectacle est repris le 25 février à l'Olympia où Fregoli donne 300 représentations à guichet fermé jusqu'au 7 octobre[3].
- 27 janvier : le sénateur René Bérenger, surnommé le « père la Pudeur », fait interdire par la censure la comédie libertine de Francis de Croisset l'Homme à l'oreille coupée, créé le 23 janvier au Théâtre de l'Athénée, interdiction finalement levée le 1er février. La pièce ressort sous le titre de Une mauvaise plaisanterie[4].
- 31 janvier : Hector Guimard est choisi pour la construction des « édicules de sortie des gares souterraines » du métro de Paris par la commission du métropolitain[5]. On lit dans Le Figaro du 1er février : « La commission du métropolitain a choisi parmi les nombreux projets d'édicules, pour les gares soumis à son appréciation, celui qu'avait présenté Hector Guimard, l'architecte du castel Béranger, primé au dernier concours de maisons. Très simples et très élégants, les petits pavillons imaginés par Hector Guimard sont tout en fer, en céramique et en verre. [...] C'est d'un léger à faire concurrence à la mousse de champagne ! [...] Quant à la forme, indescriptible, le style architectural moderne manquant de termes de comparaison, mais gracieuse : un toit étrangement dentelé et orné d'auvents en coquilles, d'un effet inattendu, qui plaît. [...] Cela abrite l'escalier qui descend vers la gare souterraine et les voies du metropolitain.[...] L'essentiel, c'est que Paris n'en sera point enlaidi ; au contraire. »

- Brunin, ex-vedette des Ambassadeurs, rachète la grande brasserie du 77, rue du Faubourg-du-Temple, à Paris, pour en faire, sous son nom, un café-concert où défileront tous les grands chanteurs de la décennie[6] (ou en 1899).

### Février 1900
- 2 février : création à l'Opéra-Comique de Louise, roman musical en cinq tableaux de Gustave Charpentier, livret du compositeur et Saint-Pol-Roux[7], avec Marthe Rioton, Blanche Deschamps-Jéhin, Adolphe Maréchal et Lucien Fugère. Mise en scène d'Albert Carré. Décors de Lucien Jusseaume, sous la direction musicale d'André Messager.

- 3 février : ouverture dans les locaux de l'ancien théâtre des Folies-Dramatiques de l'Opéra populaire, fondé grâce à une souscription nationale par Le Matin dans le but de « faire écouter de la bonne musique à bon marché ». Au programme : les Dragons de Villars. Les représentations ne durent qu'une saison[4].
- 10 février : de grandes affiches rouges annoncent la mise en vente de fascicules hebdomadaires Histoire socialiste de la France contemporaine. Jean Jaurès, qui en assure la direction, signe, dans le premier feuillet, l'article sur les trois assemblées révolutionnaires[4].
- 15 février :
  - un deuxième concert est donné en l'église Saint-Eustache. Au programme : des extraits de Mors et Vita de Charles Gounod et le Requiem de Berlioz, qui n'a pas été exécuté depuis 1878[4].
  - Paul Hervieu est élu à l'Académie française[4].
- 25 février : un incendie se déclare à Saint-Ouen dans le Dock des Alcools. Il ne sera maîtrisé que le lendemain dans la nuit, après avoir fait d'énormes dégâts et blessé une centaine de pompiers[4].

### Mars 1900
- 4 mars, Cross-country : la douzième édition du Championnat de France de cross-country amateurs est remporté par Chapoudry, les 16,200 km en 1 heure 2' 4" 4/5. Par équipes, septième victoire du Racing club de France.

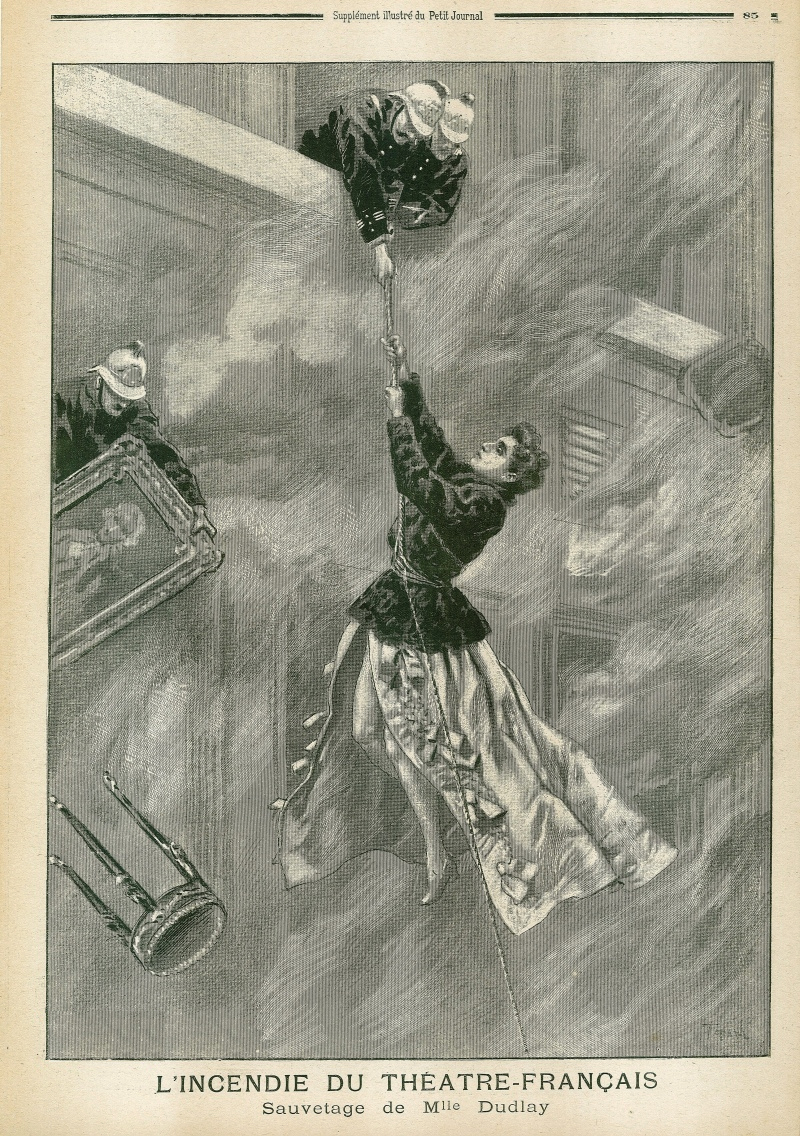
Supplément illustré du Petit Journal - incendie du Théâtre Français.

- 8 mars : la jeune comédienne Jane Henriot trouve la mort dans l'incendie de la Comédie-Française[4].
- 11 mars, rugby à XV : la huitième finale du Championnat de Paris est enfin favorable à l'équipe du Racing club de France, vainqueur du Stade français, par 8 points à 0.

- 13 mars : Isadora Duncan arrive à Paris[8].
- 28 mars : immortalisé par Yvette Guilbert, avec ses chansons sensuelles, et par les affiches de Toulouse-Lautrec, Le Divan japonais, situé rue des Martyrs, à Paris, présente son dernier spectacle de café-concert avant sa fermeture : la Revue sensuelle, de Gaston Habrekorn et Émile Herbel, met en vedettes Mary Hett, Thérèse d'Orgeval, Sarah Bloch, Blanche Nelsy, Brouilly, Berthier et Saint-Bonnet. Ce caf'conc deviendra, en septembre 1901, le théâtre de la Comédie mondaine.

### Avril 1900
- 10 avril : la soprano écossaise Mary Garden fait des débuts triomphaux à l'Opéra-Comique de Paris, où elle remplace Marthe Rioton dans Louise de Gustave Charpentier, opéra créé le 2 février[9].
- 14 avril : inauguration de l'Exposition universelle de Paris par le président Émile Loubet[4].
- 15 avril : la cinquième édition de la course cycliste Paris-Roubaix est remportée par le Français Émile Bouhours, les 262 km en 7 heures 10 min 30 s[4], qui devance le vainqueur de la première édition en 1896, l'Allemand Josef Fischer, et le Français Maurice Garin. Celui-ci, qui avait remporté l'épreuve en 1897 et 1898, effectue les six tours de la piste de Roubaix à pied, tenant son vélo à la main, pour protester contre les organisateurs.
- 15 avril au 12 novembre : onze ans après l'exposition universelle de 1889, l'exposition universelle de 1900 se tient à nouveau à Paris

### Mai 1900
- 12 mai : enlèvement de la comtesse de Martel (plus connue en littérature sous le nom de Gyp)[4].
- 13 mai :
  - les Parisiens élisent un conseil municipal à majorité nationaliste (36 conseillers nationalistes, 9 conservateurs, 25 socialistes et 10 radicaux) ; des incidents éclatent sur les grands boulevards à l'annonce des résultats définitifs du second tour des élections municipales[4].
  - ouverture de l'Hippodrome de Montmartre place de Clichy. Le spectacle comprend des exercices de manège, des acrobaties et une pantomime avec 850 personnes et 120 chevaux[4].

- 14 mai : début des Jeux mondiaux athlétiques de Paris (Jeux olympiques) par l'escrime[4]. Ils se terminent le 28 octobre par le rugby. Dispersion des quinze sports du programme : athlétisme à la Croix-Catelan (bois de Boulogne), natation en Seine, escrime aux Tuileries, tennis dans l'île de Puteaux, cyclisme au parc des Princes, gymnastique à Vincennes, équitation avenue de Breteuil.
- 30 mai : première à l'Eldorado de Paris-Plaisirs de Charles Quinel et Jules Gidé, avec, en vedette, Dranem, entouré de Gosset, Gaston Dona, Honoré, Maréchal, Mary Hett, Élise Puget et Henriette Leblond.

### Juin 1900
- 23 juin : le dôme du Sacré-Cœur est inauguré[4].
- 30 juin : le Préfet de Police Louis Lépine met en place une brigade fluviale, service chargé de la surveillance de la Seine[10].

### Juillet 1900
- 3 juillet : inauguration de la statue équestre de Washington place d'Iéna[4].
- 3 juillet : mise en service du funiculaire de Montmartre[4].
- 14 juillet : ouverture de la gare d’Orsay construite par l'architecte Victor Laloux[11].

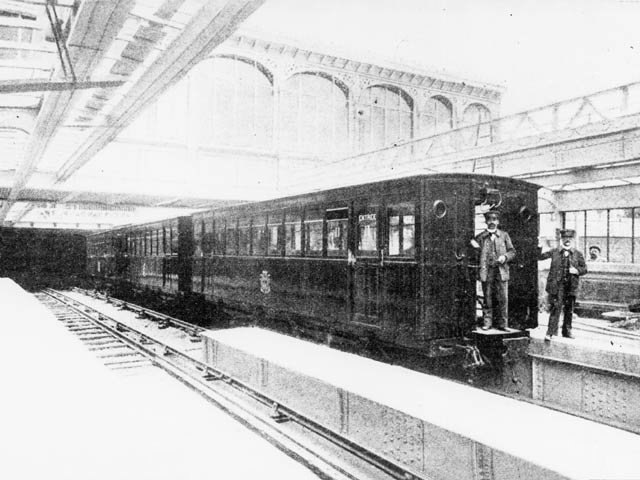
Matériel à essieux parallèles du métro de Paris à l’inauguration.

- 19 juillet : inauguration de la première ligne de Métro Vincennes-Porte Maillot à Paris. L'ingénieur en est Fulgence Bienvenüe et l'architecte décorateur Hector Guimard[10].
- 21 juillet : manque d'eau consécutif à la canicule ; l'eau est coupée de 11 heures du soir à 6 heures du matin[4].
- 28 juillet : visite du chah de Perse[4].

### Août 1900
- 2 août : l'anarchiste François Salsou tente d'assassiner le chah de Perse avenue du Bois[4].
- 4-30 août : grève des cochers de fiacre[4].

### Septembre 1900
- 2-10 septembre : exposition hippique internationale à Vincennes[4].
- 22 septembre : banquet offert par le Président de la République à tous les maires de France aux Tuileries. Il réunit près de 23 000 convives[4].

### Octobre 1900
- 11 octobre : décret attribuant la croix de la Légion d'honneur à la Ville de Paris[4].

### Décembre 1900
- 13 décembre : mise en service de la ligne 2 du métro de Paris section porte Dauphine-Étoile[4]